# Murat Rais den yngre
Murat Rais eller Reis, egentligen Jan Janszoon, född omkring 1575 i Haarlem i Holland, var en holländskfödd kapare i Barbareskstaternas tjänst. Han konverterade till islam på 1620-talet och anslöt sig till barbareskstaternas kapare under namnet Murat, med titeln Reis (Ra'īs), "befälhavare". Han levde i Alger ännu 1640.
Murat tog stora byten i guld och silver och deltog i slavjaktsexpeditioner vid den europeiska atlantkusten. Särskilt hårt drabbades sydvästra England och Irland, bl.a. anfölls den irländska byn Baltimore 1631, varvid över 100 personer bortfördes som slavar i en incident som blivit känd som Räden mot Baltimore.